# Barra, Bahia
Barra este un oraș în unitatea federativă  Bahia (BA) din Brazilia.